# Rollerball pen
En rollerball pen er et skriveredskab, der er at betragte som en videreudvikling af kuglepennen. Ligesom i denne påføres der blæk af en kugle, der kan rulle frit i et leje i spidsen af skriveredskabet. Modsat denne er blækket tyndtflydende eller geleagtigt og den er derfor lettere at bevæge og giver en anden skriftkarakter.
Rollerball pennen blev først markedsført af Ohto Japan i 1963, firmaet hed på det tidspunkt Auto Japan.

## Kuglepennens arvtager
Rollerball pennen er i flere sammenhænge blevet omtalt som en mulig tronarving til den ellers hyppigt benyttede kuglepen.[kilde mangler] Dette på baggrund af dens mange fordele, der her udspiller sig i pennens detaljer.

### Fordelene ved en Rollerball pen
De mange detaljer ved rollerball pennen kan listes som følgende:
- Nem genopfyldning af blækpatroner.
- Kan benyttes i 10.000 meters uden risiko for, at blækpatronen springer.
- Lang 'cap-off' tid. En Rollerball pen kan ligge længe uden hætte, uden at tørre ind.
- Blækket trænger hurtigt ind i papiret, hvilket mindsker risikoen for, at det bliver tværet ud.

### Rollerball pen - Producenter
Rollerball pennen er begyndt at blive et hyppigt produkt hos mange boghandlere og webshops. Følgende producenter har på nuværende tidspunkt en Rollerball pen på deres produktliste:
- Pilotnordic
- Pentel
- Lamy
- Cross